# Bombus variabilis
Bombus variabilis là một loài Hymenoptera trong họ Apidae. Loài này được Cresson mô tả khoa học năm 1872.

## Hình ảnh

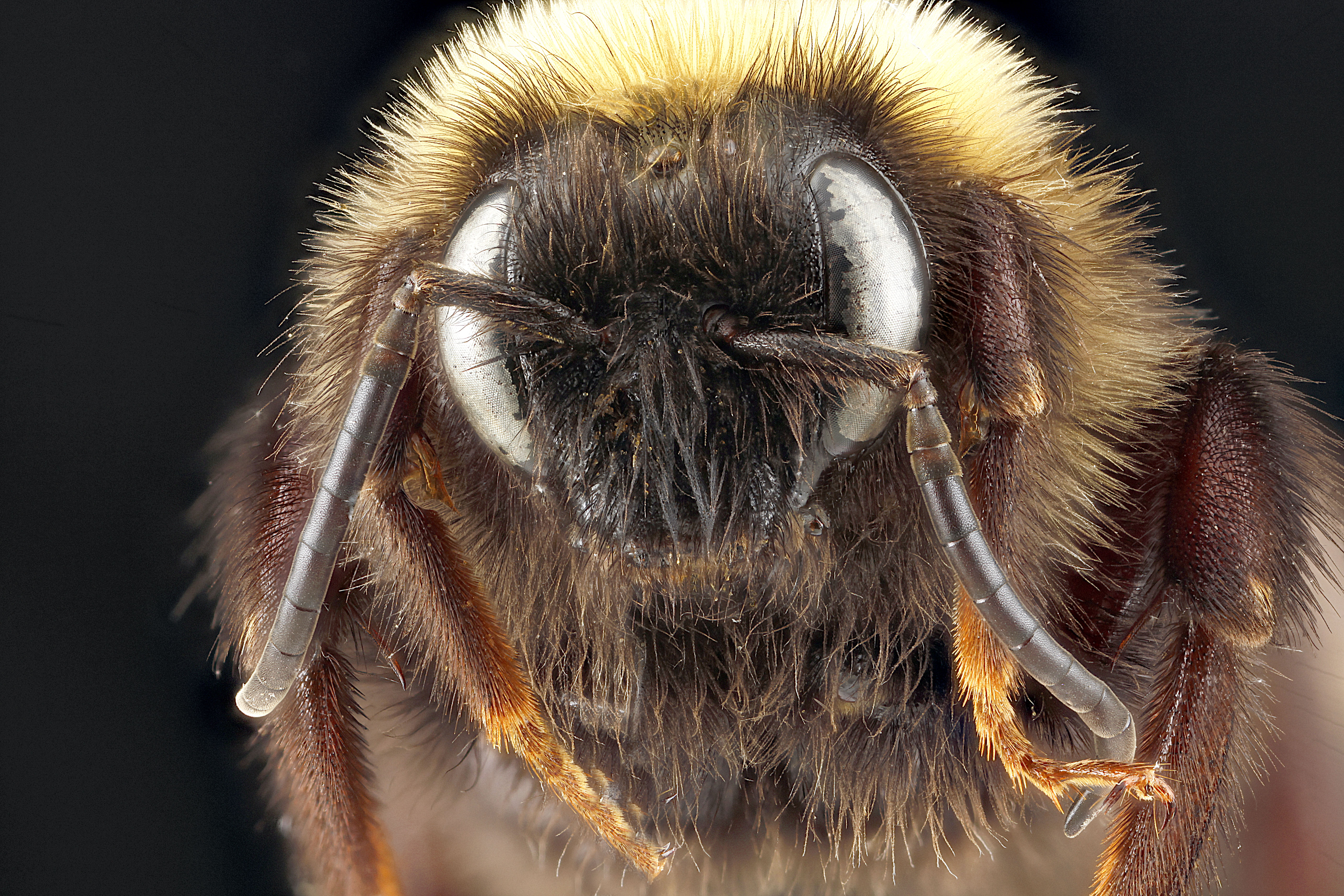
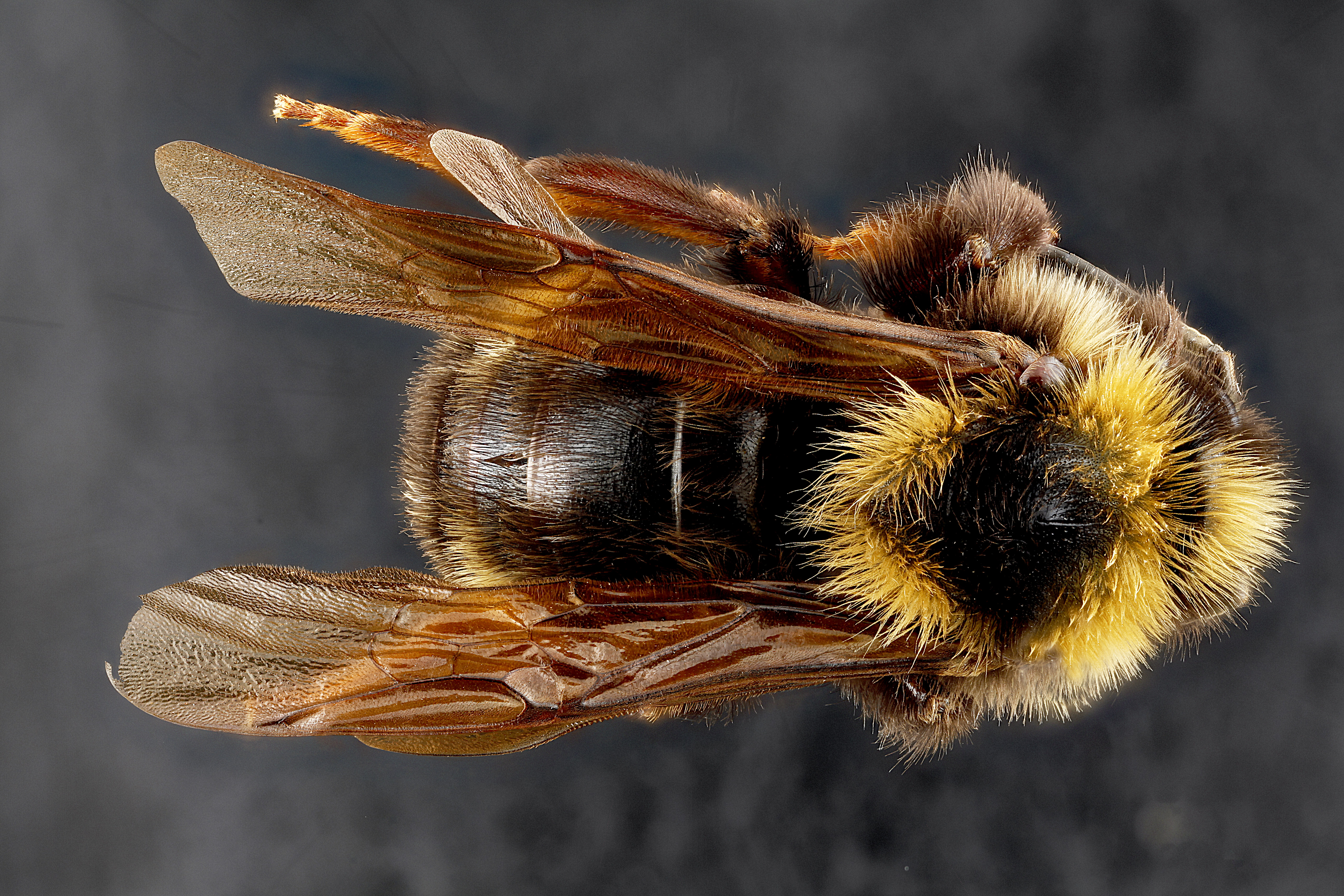